# Northlane
Northlane é uma banda da cidade de Sydney, da Austrália, a princípio sendo Metalcore, e atualmente fazendo parte da cena Djent e Metalcore progressivo.

## Membros

### Atuais
- Jon Deiley - Guitarra (2009 - Presente)
- Josh Smith - Guitarra (2009 - Presente)
- Nic Pettersen - Bateria (2010 - Presente)
- Marcus Bridge - Vocal (2014 - Presente)

### Anteriores
- Brandon Derby - Bateria (2009)
- Adrian Fitipaldes - Vocal (2009 - 2014)
- Mitchell Collier - Bateria (2010)
- Simon Anderson - Baixo (2010 - 2011)
- Alex Milovic - Baixo (2009 - 2010 e 2011 - 2018)

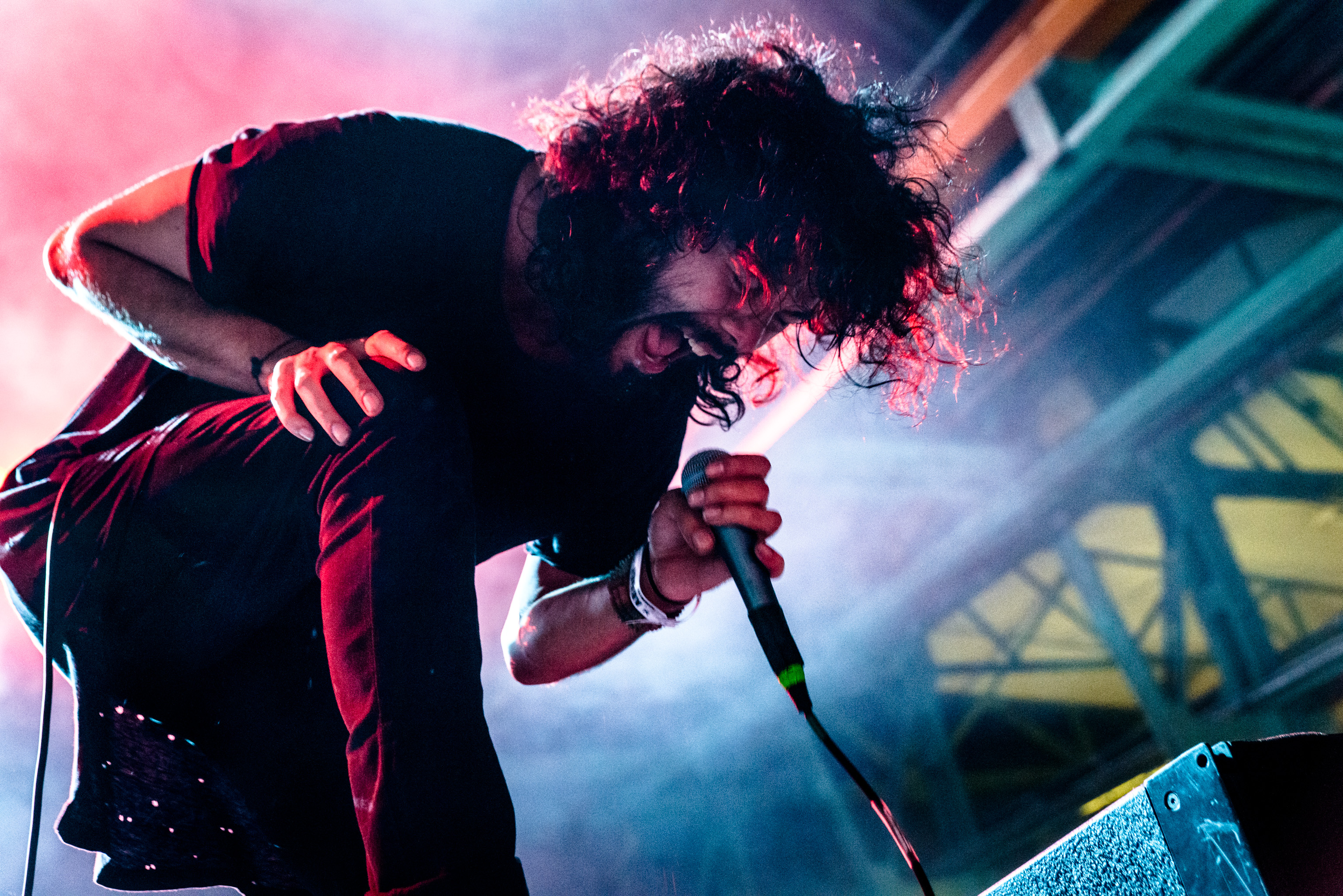
Marcus Bridge
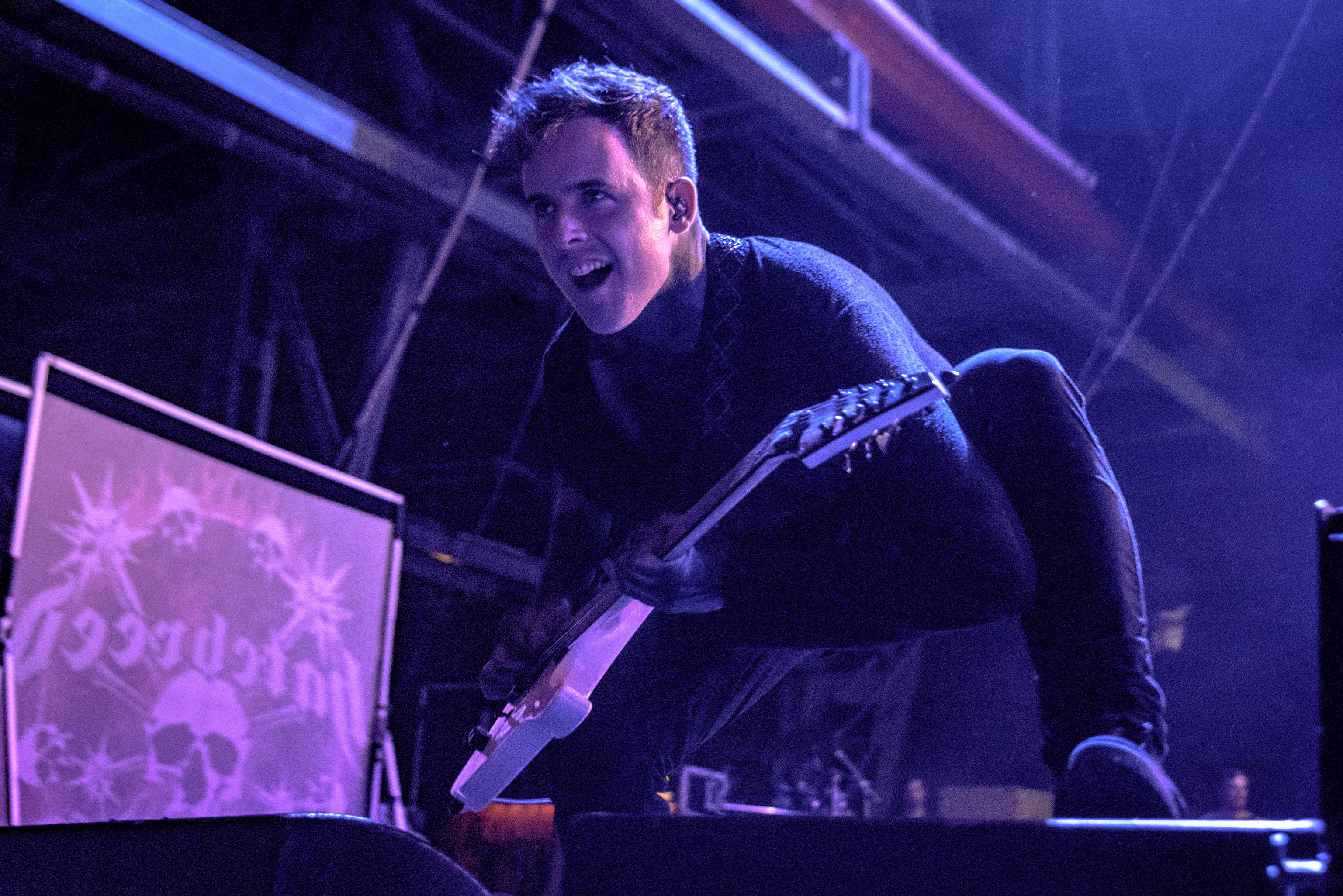
Josh Smith
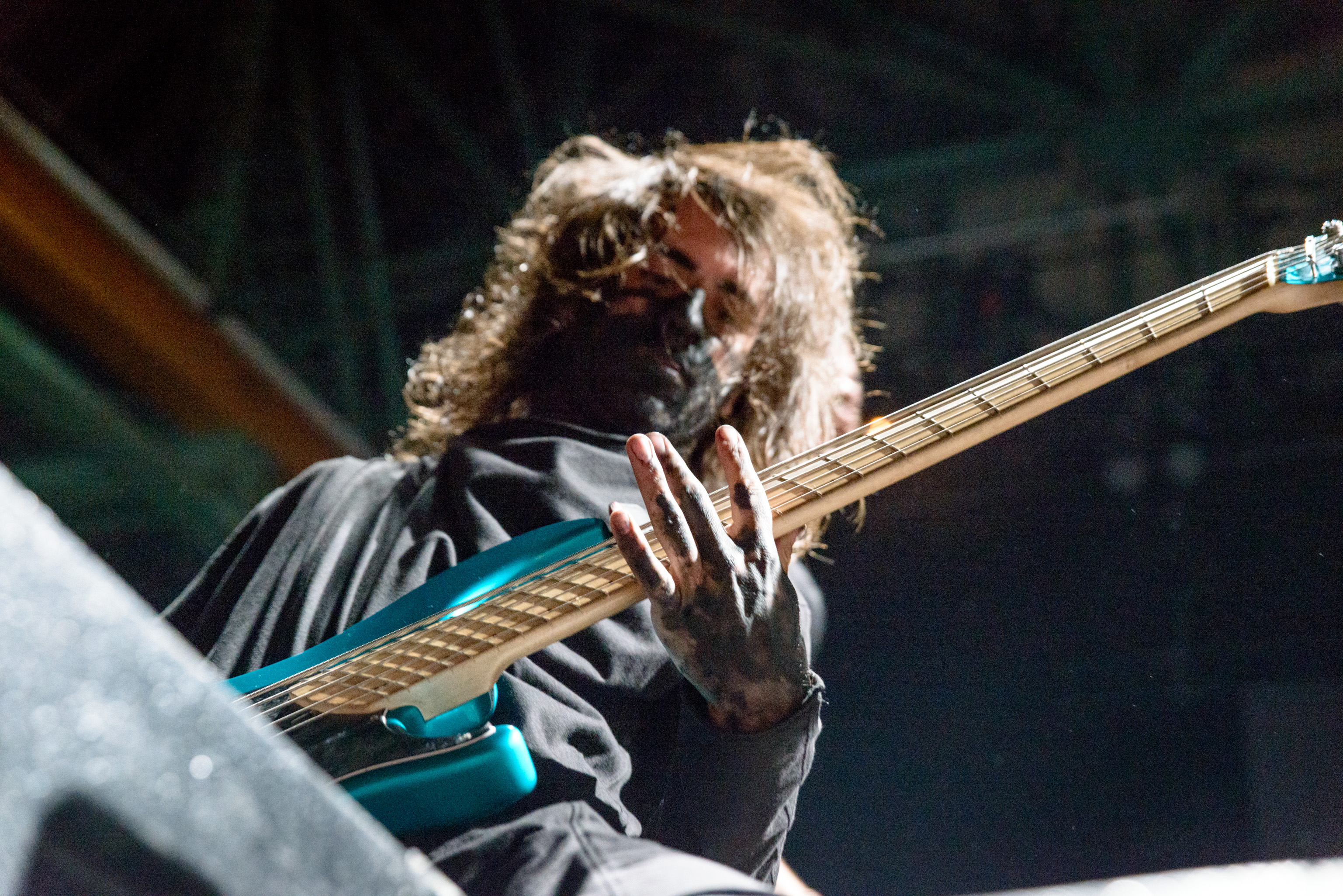
Alex Milovic

## Discografia

### Álbuns de estúdio[3]
- Discoveries (2011)
- Singularity (2013)
- Node (2015)
- Mesmer (2017)
- Alien (2019)
- Obsidian (2022)

### EPs
- Hollow Existence (2010)

### Singles
- Worldeater (2012)
- Quantum Flux (2013)
- Rot (2014)
- Clockwork (2021)

## Videografia
- Dispossession (2012)
- Transcending Dimensions (2012)
- Quantum Flux (2013)
- Dream Awake (2013)
- Masquerade (2013)
- Rot (2014)
- Obelisk (2015)
- Impulse (2015)
- Citizen (2017)
- Solar (2017)
- Intuition (2017)

## Bandas similares
- No Consequence
- The Safety Fire
- Threat Signal
- Volumes
- ERRA
- Elitist